# مارتین بکر ام‌بی ۱
مارتین بکر ام‌بی ۱ (به انگلیسی: Martin-Baker_MB_1) یک هواگرد ملخ‌پیشین تک‌موتوره از نوع هواپیمای سبک ساخت شرکت Martin-Baker است. هواگرد مارتین بکر ام‌بی ۱ نخستین پروازش را در آوریل ۱۹۳۵ میلادی انجام داد. در مجموع، تعداد ۱ فروند از این هواگرد ساخته شده‌است.
طراح این هواگرد، James Martin بود.